# Indios de Mayagüez (baseball)
Gli Indios de Mayagüez sono una società di baseball avente sede a Mayagüez, a Porto Rico. Fondati agli inizi degli anni '40, giocano nel campionato portoricano.